# Бутыри
Бутыри — село в Лаишевском районе Татарстана. Входит в состав Александровского сельского поселения.

## География
Находится в западной части Татарстана на расстоянии приблизительно 11 км по прямой на север от районного центра города Лаишево вблизи автомобильной дороги Казань-Лаишево.

## История
Основано в 1550-х годах. В 1897 году была построена Казанско-Богородицкая церковь, работала земская школа.

## Население
Постоянных жителей было: в 1782 — 43 (души мужского пола), в 1859 — 386, в 1897 — 565, в 1908 — 574, в 1920 — 663, в 1926 — 644, в 1938 — 438, в 1949 — 240, в 1958 — 147, в 1970 — 155, в 1979 — 81, в 1989 — 53, в 2002 — 33 (русские 100 %), 26 — в 2010.